# 4629 Walford
4629 Walford је астероид главног астероидног појаса чија средња удаљеност од Сунца износи 2,661 астрономских јединица (АЈ).
Апсолутна магнитуда астероида је 12,8.